# 中島站 (廣島縣)
中島站（日语：／ Nakashima eki */?）是位於廣島縣廣島市安佐北區可部南一丁目，西日本旅客鐵道（JR西日本）的可部線車站。車站編號為JR-B13。

## 歷史
- 1911年（明治44年）6月12日 - 大日本軌道（日语：大日本軌道）廣島支社線太田川橋（現時：上八木站）至可部站之間開通，中島停留場（日语：／）啟用。當時為旅客車站。
- 1919年（大正8年）3月11日 - 大日本軌道廣島支社線轉議至可部軌道，成為可部軌道的停留場。
- 1926年（大正15年）5月1日 - 可部軌道與廣島電氣合併，成為廣島電氣停留場。
- 1931年（昭和6年）7月1日 - 廣島電氣線轉讓給廣濱鐵道，成為廣濱鐵道停留場。
- 1936年（昭和11年）9月1日 - 廣濱鐵道被國有化，成為國有鐵道可部線車站，同日被升級為車站，改名為安藝中島站（日语：／）。
- 1943年（昭和18年）10月1日 - 車站暫停營業。
- 1956年（昭和31年）6月1日 - 車站恢復營業，名為中島站（日语：／）。
- 1987年（昭和62年）4月1日 - 伴隨國鐵分割民營化，車站由西日本旅客鐵道（JR西日本）營運。
- 2005年（平成17年）10月1日 - 4卡編成的列車靠近廣島的1卡會實施選擇性車門操作。
- 2007年（平成19年）
  - 7月28日 - 設置可支援ICOCA的簡易型自動閘機。
  - 9月1日 - 此站開始可以使用IC卡「ICOCA」。
- 2008年（平成20年）3月15日 - 4卡編成列車的選擇性車門操作解決。
- 2014年（平成26年）8月20日 - 受到2014年8月日本暴雨（日语：平成26年8月豪雨）的影響，廣島市發生泥石流。綠井站至可部站之間於當天至8月31日之間暫停服務[1][2][3][4]。

## 車站構造
車站是一座地面車站，設有1面1線的單式月台。可部方向的列車會開啟左邊車門。此站為可部站管理的無人車站，沒有車站大樓，月台直接連接車站出入口。於入口附近設有自動售票機和簡易式自動閘機。此站設有小型候車室和廁所。
月台建設彎位上，列車和月台之間的空隙較大。在2005年10月至2008年3月14日之間，4卡列車停靠此站時，靠近廣島的1卡車廂是不會開啟車門。在同年3月15日後，七軒茶屋站、上八木站和此站進行月台延長工程，使4卡編成列車可以開啟所有車門。
車站可以使用ICOCA與其互相可以使用的IC卡。此站位於JR特定都區市內制度中，「廣島市內」的車站。

## 利用狀況
以下為各年度的使用人次。
| 年度               | 1日平均 乘車人次 | 年度總人次 | 定期票 人次 | 普通票 人次 |
| ------------------ | ---------------- | ---------- | ----------- | ----------- |
| 1968年（昭和43年） | 241.4            | 176,250    | 162,870     | 13,380      |
| 1969年（昭和44年） | 230.6            | 168,304    | 158,156     | 10,148      |
| 1970年（昭和45年） | 193.5            | 141,280    | 132,322     | 8,958       |
| 1971年（昭和46年） | 168.5            | 123,355    | 109,756     | 13,599      |
| 1972年（昭和47年） | 138.3            | 100,967    | 88,280      | 12,687      |
| 1973年（昭和48年） | 147.5            | 107,682    | 89,610      | 18,072      |
| 1974年（昭和49年） | 168.7            | 123,184    | 104,506     | 18,678      |
| 1975年（昭和50年） | 165.4            | 121,095    | 99,834      | 21,261      |
| 1976年（昭和51年） | 195.8            | 142,924    | 120,654     | 22,270      |
| 1977年（昭和52年） | 188.0            | 137,251    | 115,292     | 21,959      |
| 1978年（昭和53年） | 181.1            | 132,190    | 116,678     | 15,512      |

以上的1日平均乘車人次中，假設乘車和下車人次是相同，是以該年度總人次除以365（在閏年度，即1963、1967、1971和1975年度除以366），然後取捨至一位小數點。
| 年度                | 1日平均 乘車人次 |
| ------------------- | ---------------- |
| 1979年（昭和54年）  | 193              |
| 1980年（昭和55年）  | 191              |
| 1981年（昭和56年）  | 173              |
| 1982年（昭和57年）  | 173              |
| 1983年（昭和58年）  | 190              |
| 1984年（昭和59年）  | 191              |
| 1985年（昭和60年）  | 194              |
| 1986年（昭和61年）  | 274              |
| 1987年（昭和62年）  | 376              |
| 1988年（昭和63年）  | 422              |
| 1989年（平成 元年） | 450              |
| 1990年（平成02年）  | 491              |
| 1991年（平成03年）  | 574              |
| 1992年（平成04年）  | 650              |
| 1993年（平成05年）  | 772              |
| 1994年（平成06年）  | 709              |
| 1995年（平成07年）  | 740              |
| 1996年（平成08年）  | 776              |
| 1997年（平成09年）  | 775              |
| 1998年（平成10年）  | 775              |
| 1999年（平成11年）  | 743              |
| 2000年（平成12年）  | 575              |
| 2001年（平成13年）  | 482              |
| 2002年（平成14年）  | 264              |
| 2003年（平成15年）  | 211              |
| 2004年（平成16年）  | 226              |
| 2005年（平成17年）  | 234              |
| 2006年（平成18年）  | 483              |
| 2007年（平成19年）  | 497              |
| 2008年（平成20年）  | 500              |
| 2009年（平成21年）  | 499              |
| 2010年（平成22年）  | 513              |
| 2011年（平成23年）  | 524              |
| 2012年（平成24年）  | 553              |
| 2013年（平成25年）  | 546              |
| 2014年（平成26年）  | 562              |
| 2015年（平成27年）  | 631              |
| 2016年（平成28年）  | 772              |
| 2017年（平成29年）  | 816              |
| 2018年（平成30年）  | 867              |
| 2019年（令和元年）  | 887              |

乘車人次圖表

## 車站周邊
- 國道54號（日语：国道54号）
- 中島站口巴士站（廣島電鐵（日语：広電バス）、廣島交通（日语：広島交通）、中國JR巴士）
- 可部汽車學校
- 可部公共職業安定所
- 廣島市立安佐市民醫院
- 廣島文教大學
- 廣島文教大學附屬高等學校（日语：広島文教大学附属高等学校）
- 廣島市立可部南小學
- 可部中島郵局
- 廣島銀行可部分店可部南出張所
- JR西日本廣島分社可部變電站

## 相鄰車站
西日本旅客鐵道
可部線
上八木（JR-B12）－中島（JR-B13）－可部（JR-B14）

## 注腳
1. ↑  8月16日から続く大雨等による被害状況について（第６報）PDF （日語） - 國土交通省 災害情報，2014年8月20日 截至15:00
2. ↑  広島大規模土砂災害で可部線など不通 （页面存档备份，存于）（日語） - response 2014年8月20日
3. ↑   (新闻稿). 西日本旅客鉄道. 2014-08-22  [2021-05-29]. （原始内容存档于2021-06-03） （日语）.
4. ↑   (新闻稿). 西日本旅客鉄道. 2014-08-29  [2021-05-29]. （原始内容存档于2021-06-02） （日语）.
5. ↑  《廣島市統計書》
6. ↑  《廣島市勢要覧》

## 外部連結
- 中島｜車站資訊：JR出門網 - 西日本旅客鐵道